# Tramwaje na Łotwie
Tramwaje na Łotwie – systemy komunikacji tramwajowej działające na terenie Łotwy.
Według stanu z kwietnia 2020 roku na Łotwie istnieją 3 systemy tramwajowe – dwa są systemami szerokotorowymi (1524 mm), jeden jest wąskotorowy (1000 mm).

## Charakterystyka
Najmłodsza sieć tramwajowa znajduje się w Dyneburgu, natomiast najstarsza w Rydze. Największa sieć położona jest w Rydze, z kolei najmniejsza w Lipawie. W 1935 r. zlikwidowano system tramwajowy w Jurmale.

## Systemy
| Miasto lub obszar | Operator            | Rozstaw | Długość sieci | Data     | Data           | Data        | Artykuł              |
| Miasto lub obszar | Operator            | Rozstaw | Długość sieci | otwarcia | elektryfikacji | likwidacji  | Artykuł              |
| ----------------- | ------------------- | ------- | ------------- | -------- | -------------- | ----------- | -------------------- |
| Dyneburg          | Daugavpils satiksme | 1524 mm | 25 km         | 1946     | 1946           | funkcjonuje | Tramwaje w Dyneburgu |
| Jurmała           |                     | 1000 mm |               | 1912     | 1912           | 1935        | Tramwaje w Jurmale   |
| Lipawa            | Liepājas tramvajs   | 1000 mm | 7 km          | 1899     | 1899           | funkcjonuje | Tramwaje w Lipawie   |
| Ryga              | Rīgas satiksme      | 1524 mm | 61 km         | 1882     | 1900           | funkcjonuje | Tramwaje w Rydze     |

## Topologie systemów

Dyneburg
Lipawa
Ryga